# Белая оптимизация

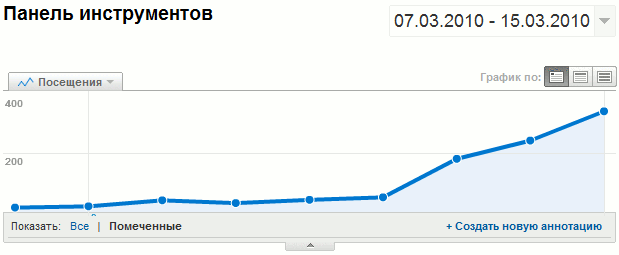
Рост посещаемости после оптимизации сайта

Бе́лая оптимиза́ция, или естественная оптимизация, — поисковая оптимизация (подстройка кода, текста и других параметров сайта под алгоритмы поисковых систем с целью поднятия его позиций в выдаче) без применения запрещённых и недобросовестных методов. Это комплекс мер по повышению посещаемости веб-сайта, основанный на анализе поведения целевых посетителей. Естественная оптимизация относится к комплексу мероприятий интернет-маркетинга.

## Общая информация
Естественная оптимизация позволяет естественным путём, анализируя поведение потребителей, добиться максимальной отдачи от сайта, а именно возрастания целевой посещаемости, популярности ресурса среди пользователей Интернета и рейтинга в поисковых системах. Естественная оптимизация исключает любые «допинговые» методы оптимизации — рассылку спама, «накручивание» баннерных показов и другие методы чёрной оптимизации.
Белая оптимизация требует больших трудозатрат от вебмастера, и результат от данных методов можно увидеть нескоро.

## Комплекс мероприятий
- Постоянное улучшение видимости сайта роботами поисковых систем.
- Постоянное совершенствование удобства сайта для посетителей — юзабилити.
- Постоянный анализ качества обработки заявок с сайта — так называемая услуга «тайный покупатель».
- Постоянное совершенствование текстов на сайте — контента для формирования семантического ядра.
- Постоянный анализ запросов, связанных с продвигаемым продуктом.
- Постоянный поиск сайтов родственной тематики для создания партнёрских программ.

## Преимущества
Благодаря грамотной корректировке контента сайта, его настройке под поисковые системы, улучшению навигации сайта и постоянному анализу пользовательских запросов — веб-сайт становится более посещаемым, интересным и удобным для пользователя. В естественной оптимизации ключевую роль играет развитие функциональности ресурса (то есть увеличение сложности системы) и удобства пользователей (юзабилити).

## Способы внутренней белой оптимизации
Подбор и размещение в коде сайта META-тегов: краткого описания. Делается это с учётом слов и словосочетаний, по которым сайт должен находиться в поисковых системах. Страницы сайта должны иметь понятный URL — это более удобно и людям, и поисковым машинам, которые учтут тему страницы.
Вопреки распространенному мнению, META-тег keywords не влияет на ранжирование в поисковых системах уже сравнительно долгое время.  Это вызвано чрезмерным злоупотреблением данным тегом вебмастерами.
Оптимизация текстов сайта, то есть обеспечение соответствия текстов META-тегам. Так, в тексте должны встречаться слова, обозначенные в META-тегах, как ключевые. Возможно также увеличение «веса» слова в тексте за счёт выделения его жирным шрифтом. Однако не стоит забывать, что переизбыток ключевых слов в тексте может навредить. Во-первых, текст может стать просто плохо читаемым. Во-вторых, поисковые системы могут расценить это как спам.
Немаловажной частью внутренней оптимизации является оптимизация файлов robots.txt. Это позволяет указать поисковым машинам, какие страницы индексировать не нужно, указать правильный адрес (с www или без), а также склеить зеркальные страницы.

## Способы внешней белой оптимизации
Добавление сайта в базы поисковых систем. Это своего рода «подсказка» поисковым роботам проверить и добавить соответствующий сайт с последующей выдачей его в результатах поиска.
Регистрация сайта в авторитетных каталогах сайтов (DMOZ, Яндекс. Каталог).
Размещение пресс-релизов в интернете со ссылкой на продвигаемый сайт.